# Guerre de Succession de Thuringe
Pour les articles homonymes, voir Guerre de Succession.
La guerre de Succession de Thuringe ou guerre de Succession de Thuringe-Hesse (en allemand : thüringisch-hessischer Erbfolgekrieg) fut un conflit militaire lié à la succession du dernier landgrave de Thuringe, Henri le Raspon décédé en 1247, et dont l'objectif était le contrôle de la Thuringe et les comtés adjacents de Hesse. À l'issue, la Thuringie échoit à la dynastie des Wettin, margraves de Misnie, lorsque la nièce du dernier landgrave, Sophie de Thuringe réussit à assurer le landgraviat de Hesse à son fils Henri.

## Origine du conflit

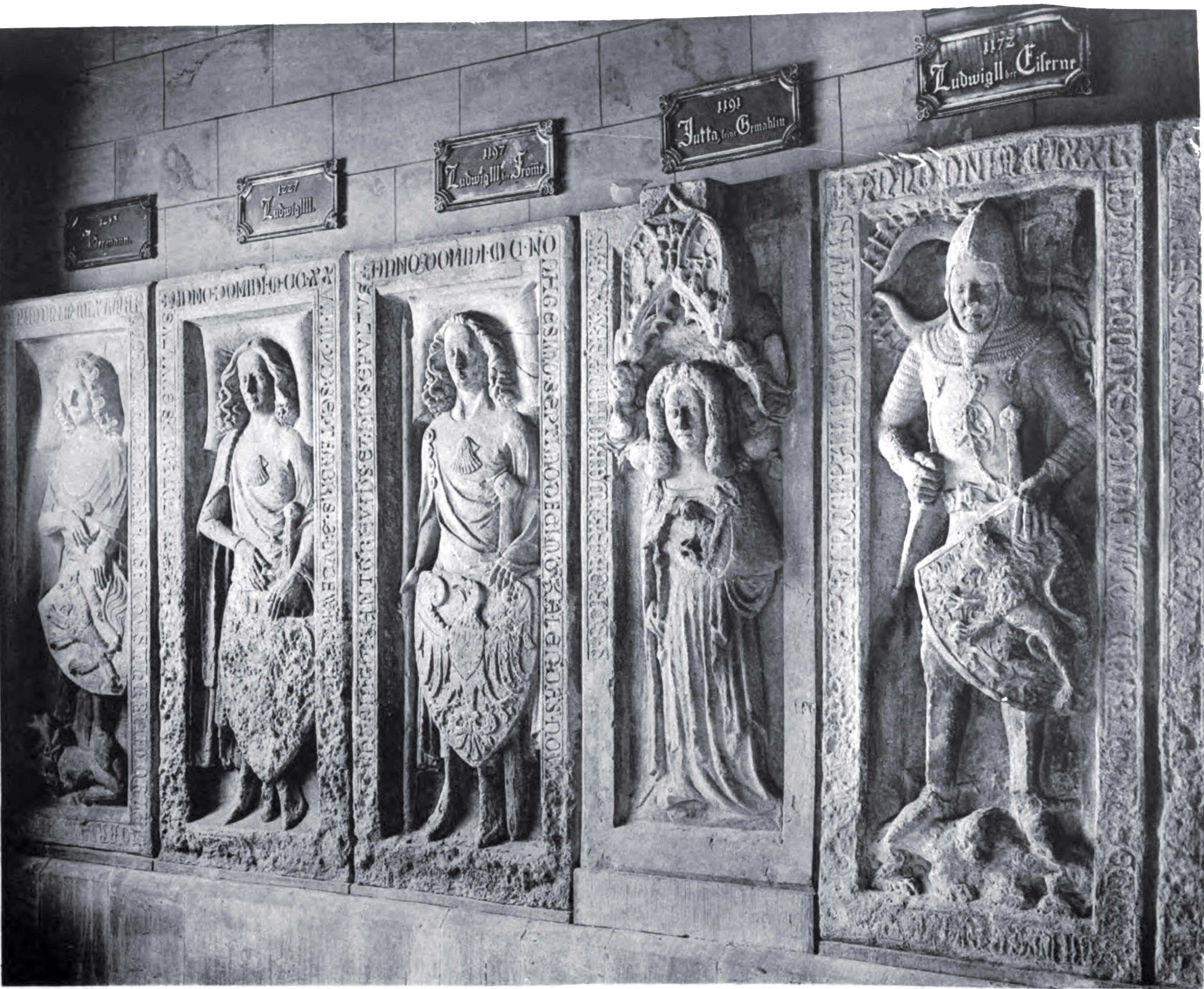
Les tombes des landgraves de Thuringe à Reinhardsbrunn.

À la mort sans enfant du landgrave Henri le Raspon en 1247, la maison des Ludowinges de Thuringe se trouve éteinte en ligne masculine. Ses domaines comprennent non seulement une grande partie de la Thuringe, mais également les comtés de Hesse dans l'ancien duché de Franconie qui étaient devenus une possession des Ludowinges par héritage féminin : en 1122, avant qu'il ait acquis le titre de landgrave, Louis Ier de Thuringe avait épousé Edwige de Gudensberg, l'héritière féminine du comté en Hesse tenu par la famille des Gison. Les Gison, dont le domaine initial se trouvait principalement dans la région du haut Lahn, avaient antérieurement recueilli l'important héritage du comte Werner IV dans le nord de la Hesse. Puis par l'union de Gison IV de Gudensberg avec Cunégonde de Bilstein, ils avaient également acquis les domaines et bailliages des comtes de Bilstein.
Les prétentions à la succession des Ludowinges émanent principalement d'une nièce et d'un neveu d'Henri le Raspon : 
- Sophie de Thuringe, duchesse de Brabant et Lothier par son mariage avec le duc Henri II, est la fille du landgrave défunt Louis IV de Thuringe, frère d'Henri le Raspon. Elle réclame ses domaines du droit de son jeune fils Henri dit l'Enfant. La sœur de Sophie, Gertrude qui est à la tête de l'abbaye impériale d'Altenberg près de Wetzlar est de ce fait exclue de l'héritage.
- L'autre prétendant est le margrave Henri III de Misnie, issu de la maison de Wettin, fils de Jutta de Thuringe, la sœur aînée d'Henri Raspe. Il a été un allié loyal de l'empereur Frédéric II qui lui avait dit qu'il pourrait obtenir le fief après l'extinction des landgraves.
- Un troisième prétendant se manifeste également en la personne de l'archevêque Siegfried III de Mayence, qui proclame que la Hesse est un fief de l'archevêché et qui le réclame comme désormais vacant à la suite de l'extinction en ligne masculine des Ludowinges.

## La guerre

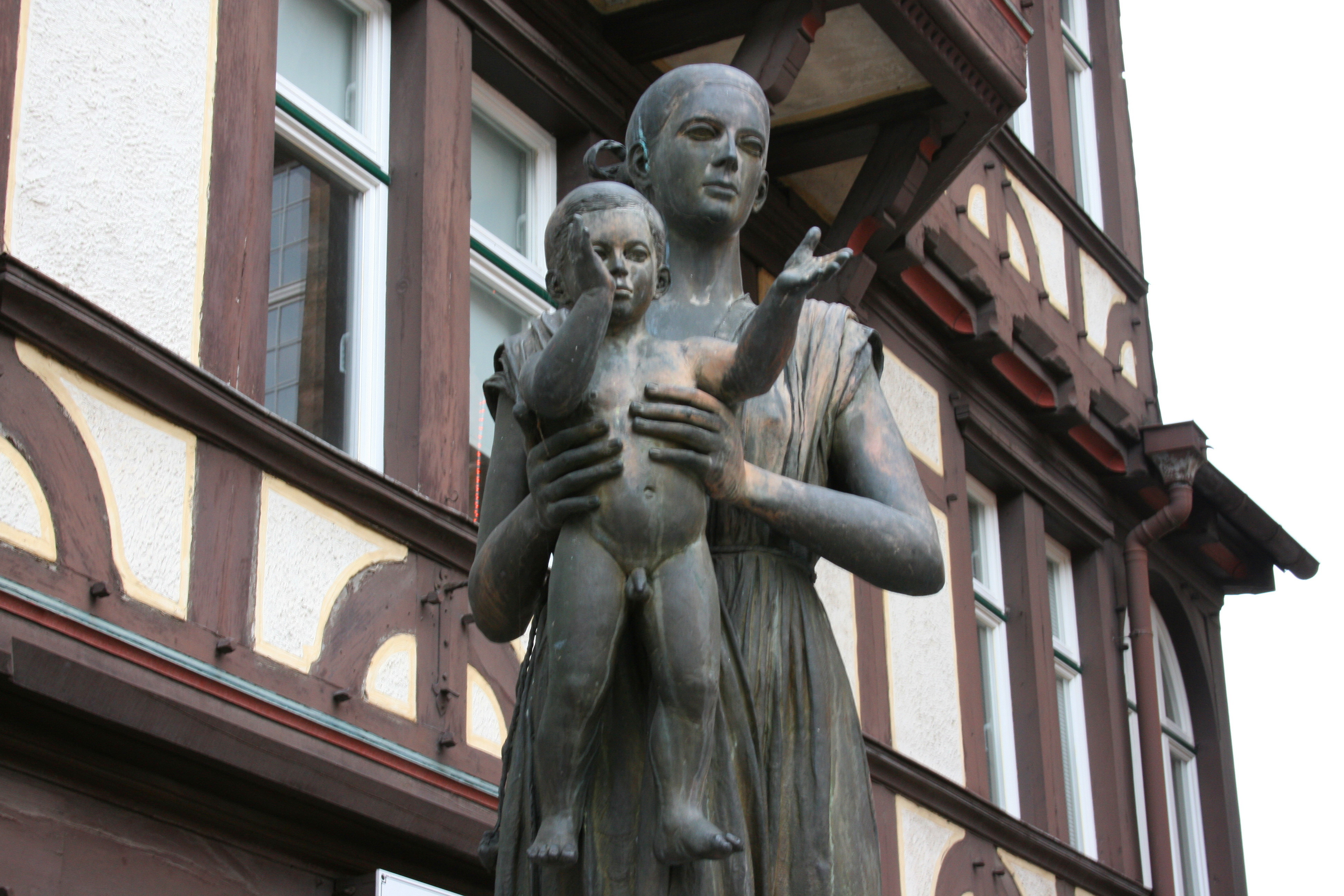
Sophie et son fils Henri, statue à Marbourg.

Au lendemain de la mort de Henri le Raspon le 16 février 1247, Sophie fait valider la succession de son fils Henri de trois ans par une assemblée des nobles à Gudensberg. Néanmoins, le margrave Henri III de Misnie, mettant à profit l'absence de pouvoir impérial pendant le Grand Interrègne, s'empare initialement de la quasi-totalité de la Thuringe dont la résidence des landgraves au château de la Wartbourg. Veuve en 1248, Sophie obtient le secours de l'ordre Teutonique à Marbourg et également de son beau-fils le duc Albert Ier de Brunswick qui épousa sa fille Élisabeth en 1254 et dont la propre sœur Adélaïde est fiancée au jeune Henri l'Enfant, ainsi que de son cousin le prince Henri II d'Anhalt-Aschersleben. 
Les comtes de Schwarzbourg, de Weimar-Orlamünde, de Stolberg et plein d'autres seigneurs se soumirent au margrave Henri. En échange, Sophie et ses alliés sont à nouveau intervenus en Thuringe. Malgré deux conférences de conciliation entre Sophie et Henri III de Misnie le conflit dure jusqu'en 1264 lorsqu'Albert de Brunswick est complètement battu par les fils du margrave de Misnie et qu'Henri II d'Anhalt est capturé. Sophie doit renoncer définitivement à la Thuringe mais réussit à assurer la Hesse à son fils en 1265.

## Les résultats du conflit
La guerre se termine au bout de 17 ans. Sophie de Thuringe n'obtient pas l'héritage des Ludowinges pour son fils mais elle réussit à lui assurer ses possessions de la Hesse ce qui est confirmé par la création d'un landgraviat de Hesse. Le margrave de Misnie acquiert la Thuringe et aussi le titre de « landgrave » qu'il léguait à son fils Albert II. En 1292, Henri l'Enfant a formellement reçu la Hesse en fief impérial des mains du roi Adolphe de Nassau.
L'importance du litige et son résultat réside dans le fait qu'une principauté territoriale de plus en plus forte de Hesse a émergé et que, dans le même temps, l'objectif des Ludowinges d'établir une base territoriale forte dans le cœur de la Germanie par la combinaison de Hesse et de Thuringe s'est définitivement évanouie. La maison de Wettin qui gouvernait le margraviat de Misnie atteint finalement ce but avec l'acquisition de l'électorat de Saxe en 1423, qui lui permet d'obtenir un centre de pouvoir sur l'Elbe plus à l'est.